# 아시다키역
아시다키역(일본어: 足滝駅)은 일본 니가타현 나카우오누마군 쓰난정에 위치한 동일본 여객철도 이야마 선의 철도역이다. 단선 승강장 1면 1선의 구조를 갖춘 지상역이다.

## 역 주변
- 시나노강

## 역사
- 1937년 4월 1일 : 임시 정거장으로서 개업.
- 1944년 6월 1일 : 폐업.
- 1960년 7월 15일 : 역으로서 재개업.
- 1987년 4월 1일 : 일본국유철도 분할 민영화에 의해, 동일본 여객철도가 승계.

## 인접 역
| 동일본 여객철도 이야마 선           | 동일본 여객철도 이야마 선 | 동일본 여객철도 이야마 선        |
| ----------------------------------- | ------------------------- | -------------------------------- |
| 모리미야노하라 나가노 · 도요노 방면 | ■ 이야마 선               | 에치고타나카 에치고카와구치 방면 |